# Lomaptera satanas
Lomaptera satanas är en skalbaggsart som beskrevs av Heller 1902. Lomaptera satanas ingår i släktet Lomaptera och familjen Cetoniidae.

## Underarter
Arten delas in i följande underarter:
- L. s. vanheurni
- L. s. bicolorata